# Palazzo Carafa d’Andria

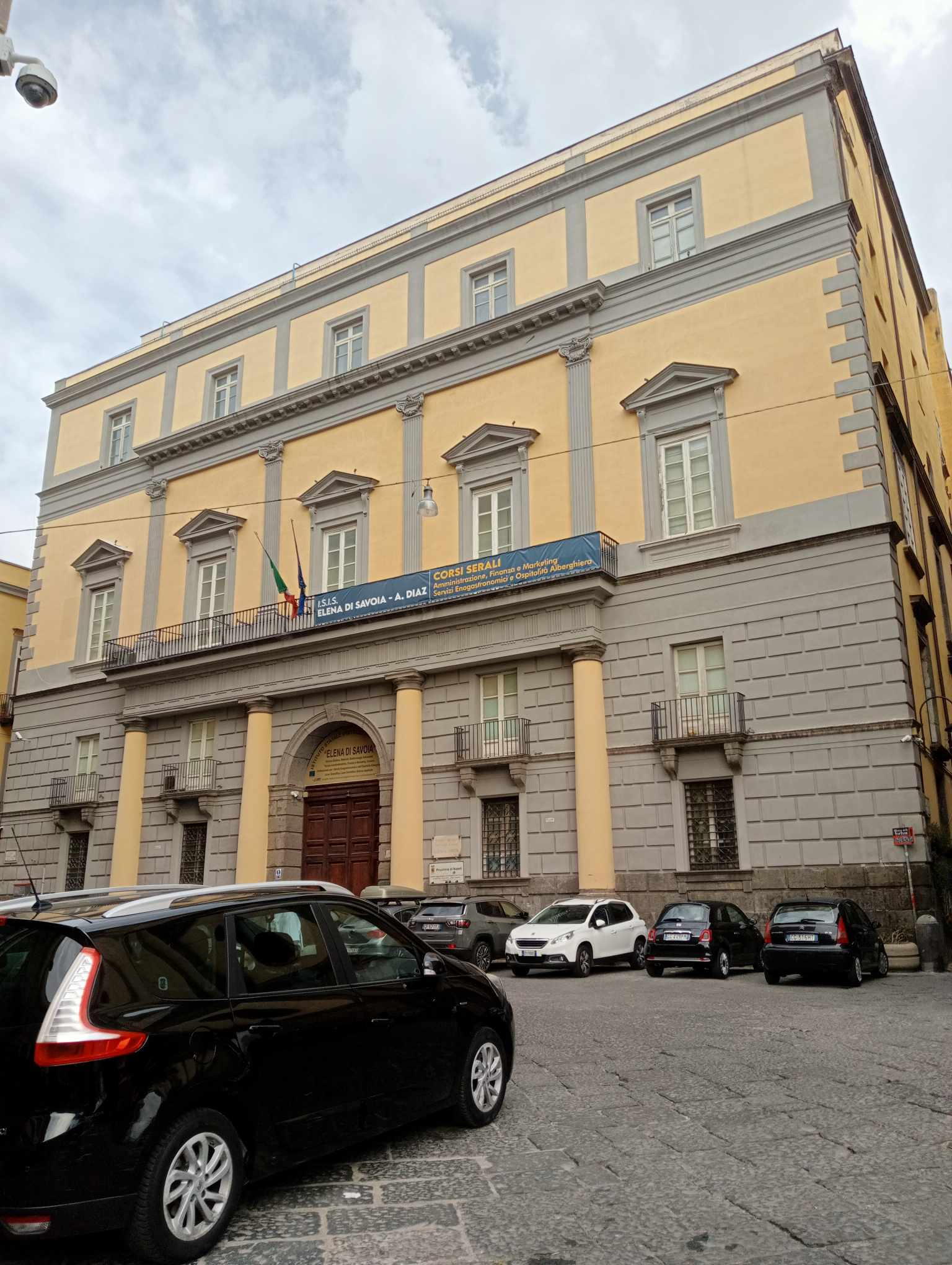
Palazzo Carafa d’Andria in Neapel

Der Palazzo Carafa d’Andria ist ein Palast aus dem 15. Jahrhundert im Viertel Pendino von Neapel in der italienischen Region Kampanien. Er liegt am Largo San Marcellino, 15.

## Geschichte
Das Gebäude wurde im Laufe der ersten beiden Jahrzehnte des 15. Jahrhunderts errichtet und, als es an die Confraternita del Monte di Pietà gefallen war, im 16. Jahrhundert von Giovanni Francesco Mormando im Renaissancestil umgebaut. Dennoch erlebte das Gebäude zwischen dem 17. und dem 19. Jahrhundert wesentliche Veränderungen; so erhielt es z. B. eine klassizistische Fassade und eine elliptische Treppe im Innenhof. Ende des 19. Jahrhunderts wurde ein weiteres Stockwerk aufgesetzt.

## Beschreibung
Die Außenansicht des Palastes beherrscht daher die klassizistische Fassade, die in drei Abschnitte geteilt ist: Das Erdgeschoss mit glattem Bossenwerk ist durch dorische Lisenen und das zwischen vier toskanische Säulen eingeschlossene Portal geprägt, während der obere Teil der Fassade ionische Lisenen besitzt. Die Seitenfassaden sitzen auf Sockeln aus Piperno, die vom von Mormandeo arrangierten Umbau stammen, und schließen mittelalterliche Reste des ursprünglichen Gebäudes ein.
Im Inneren des Palastes sieht man einen schönen Innenhof aus dem 16. Jahrhundert; im Atrium gibt es vier Pilaster aus Piperno, über denen in der Mitte ein Korbbogen, flankiert von zwei Spitzbögen, sitzt. Darüber hinaus kann man im Hof mit seiner doppelten Loggia – heute zugemauert – Pilaster mit achteckigen Sockeln feststellen, über denen Fenster mit klassischen Verzierungen sitzen. Die Haupttreppe hat doppelten Zangen und führt zum ersten Obergeschoss. Auf der gegenüberliegenden Seite des Hofes befindet sich die oben erwähnte, elliptische Treppe aus 17. Jahrhundert. Reste des ursprünglichen Gebäudes findet man auch in den Räumen des Erdgeschosses.
Heute ist im Palazzo Carafa d’Andria die höhere Schule „Elena di Savoia“ untergebracht.